# آیباشوو
آیباشوو (انگلیسی: Aybashevo) یک شهرک در شهرستان بیرسکی باشقیرستان کشور روسیه است.